# 17898 Scottsheppard
17898 Scottsheppard è un asteroide della fascia principale. Scoperto nel 1999, presenta un'orbita caratterizzata da un semiasse maggiore pari a 2,1412995 UA e da un'eccentricità di 0,0539925, inclinata di 2,84745° rispetto all'eclittica.